# Mazda BT-50
La Mazda BT-50 es una pickup compacta/ mediana producida por el fabricante japonés Mazda desde 2006. Es una versión más grande de la camioneta predecesora Serie B y no se vende en los mercados japonés y norteamericano. La Ranger de segunda generación ha sido diseñado por Ford Australia , con un derivado de Mazda vendido como BT-50. El BT-50 de tercera generación se reveló en 2020, ahora basado en el Isuzu D-Max .

## Primera generación (2006-2010)
Esta versión de la Mazda BT-50 fue exhibida en el Salón del Automóvil de Bangkok el 22 de marzo de 2006. Comparte su motor de cuatro cilindros en línea Ford Duratorq / MZR-CD Turbodiésel de 2.5 L y 3.0 L con la Ranger. A finales de noviembre de 2006, una nueva transmisión automática de 5 velocidades con caja de transferencia BorgWarner se añadió, así como bolsas de aire laterales.
El BT-50 recibió un  ligero rediseño en el primer trimestre de 2008, con un interior revisado y varios elementos opcionales hechos estándar.

## Segunda generación (2011-2020)
Después de la presentación en Sídney de la nueva Ford Ranger, Mazda descubre para el mundo entero su nueva pickup, que comparte muchos elementos con la camioneta de Ford. Esta BT-50, totalmente nueva, empezará a venderse a mediados de 2011.
Mecánicamente, la BT-50 y la Ranger son idénticas. Ambas podrán tener motores diésel de 2,2 o 3,2 litros (este de 5 cilindros) con 150 o 200 HP, o un bloque a gasolina de 166 HP. Sea 4x2 o 4x4, siempre vendrá con transmisión manual de 6 velocidades. Seguirán siendo un elemento de trabajo, gracias al esquema de suspensión de eje rígido con ballestas atrás.
La BT-50, en su segunda generación, cuenta con un diseño mucho más emocional. Queda a medio camino entre la filosofía de diseño ‘Zoom-Zoom' (que va de salida), y de la venidera tendencia ‘Kodo'; por lo cual encontramos rasgos característicos del Mazda6 y Mazda3 en su carrocería e interior, pero al parecer la mejoría no es sólo en diseño, pues se ha hablado de un aumento en la calidad de los materiales del interior. Cabe destacar que mucha de las piezas que se ven en el habitáculo, son herencia de algunos automóviles y crossovers de la marca.[cita requerida]

## Tercera generación (2021-presente)
Es un Mazda Bt-50 una camioneta tan parecida a otros modelos de Mazda tiene un estilo deportivo y es un SUV pickup existen los colores rojo, blanco, azul, gris claro, plata, negro y gris oscuro

## Ficha mecánica
Los modelos fabricados en Colombia (Ford courier)  y Ecuador (Mazda BT-50)  para ciertos mercados de Latinoamérica incluyen las siguientes opciones de motor:
| Motor                                             | Años      | Potencia                    | Par máximo                      |
| ------------------------------------------------- | --------- | --------------------------- | ------------------------------- |
| 2.2 L F2E SOHC-8V en línea, 4 cilindros-gasolina  | 2006–2011 | 99 hp (76 kW) a 4,500 rpm   | 179 lb·ft (243 N·m) a 2,000 rpm |
| 2.5 L G5 SOHC-12V en línea, 4 cilindros-diésel    | 2006–2011 | 107 hp (80 kW) a 3,500 rpm  | 196 lb·ft (266 N·m) a 2,000 rpm |
| 2.5 L G5 SOHC-12V en línea, 4 cilindros- Diesel   | 2006–2011 | 117 hp (87 kW) a 3,500 rpm  | 210 lb·ft (280 N·m) a 2,000 rpm |
| 2.6 L G6E SOHC-12V en línea, 4 cilindros-gasolina | 2006–2011 | 127 hp (95 kW) a 4,500 rpm  | 156 lb·ft (212 N·m) a 3,500 rpm |
| 2.5 L WLC DOHC-16V en línea, 4 cilindros- Diesel  | 2008–2011 | 141 hp (105 kW) a 3,500 rpm | 240 lb·ft (330 N·m) a 1,800 rpm |

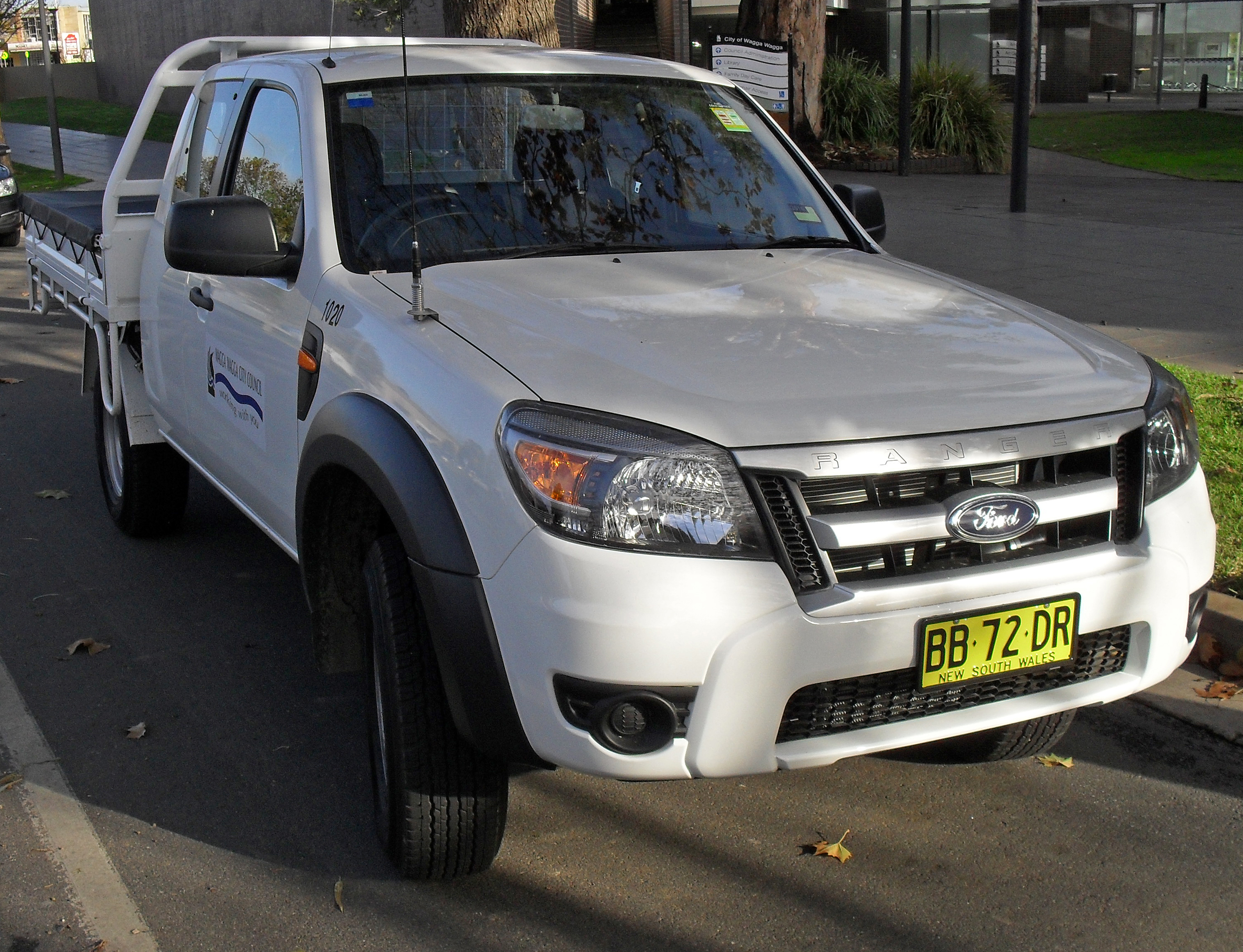
Ford Ranger de 2009
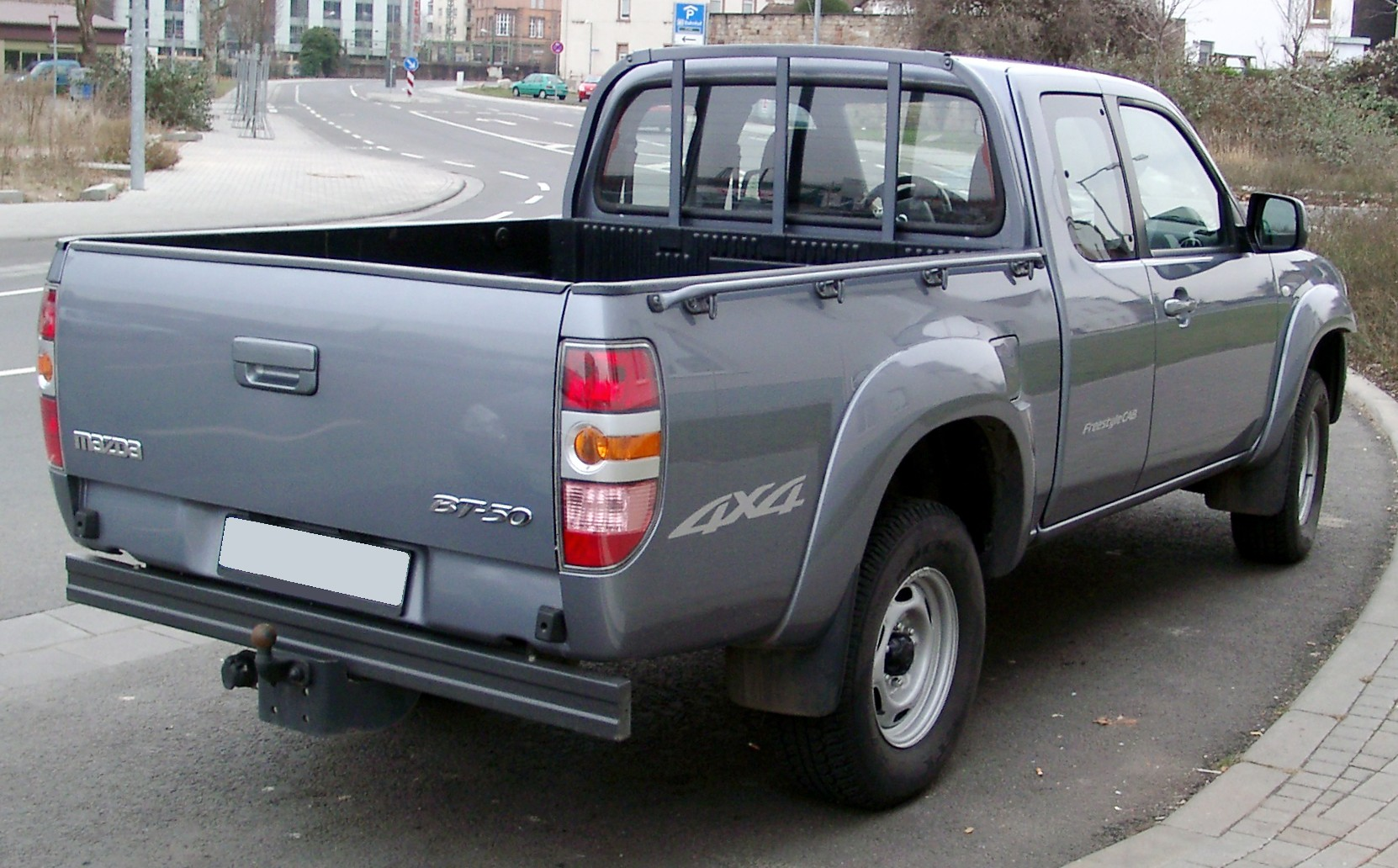
Vista trasera en el Mazda BT-50 2008
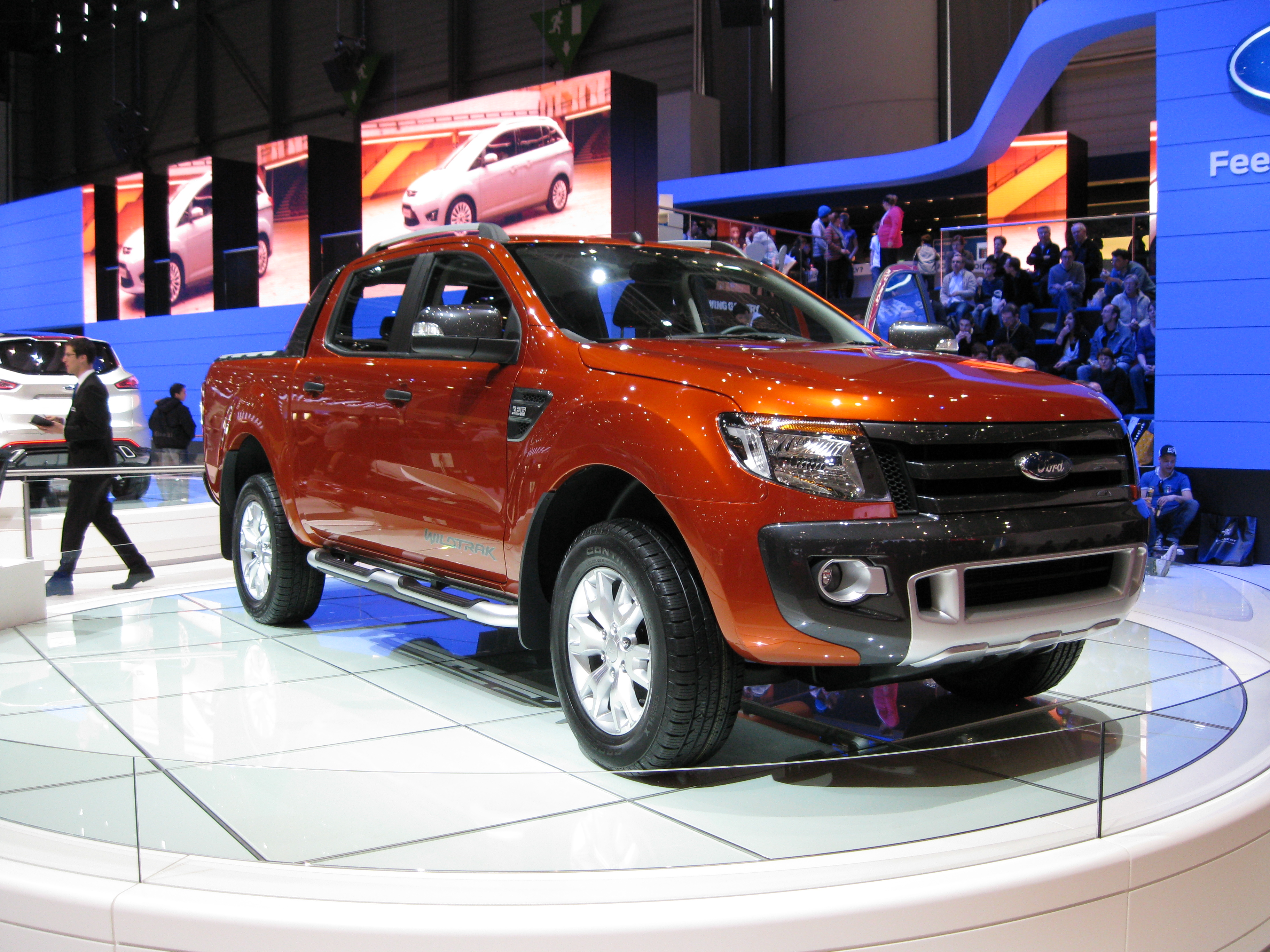
Ford Ranger en el Salón del Automóvil de Ginebra de 2011